# Elektriden
Als Elektriden oder Electrides insulae (altgriechisch Ἠλεκτρίδες, nach griechisch Elektron = Bernstein) bezeichnet man die mythischen Bernsteininseln der Antike.

## Geografische Einordnung
Es handelt sich bei dieser Inselgruppe nach Plinius dem Älteren um die west-, ost- und nordfriesischen Inseln oder nach Pomponius Mela und Strabon um Inseln an der Mündung des italienischen Flusses Po. In der Geschichtsforschung werden die letztgenannten Lageangaben zumeist mit dem Umstand in Verbindung gebracht, dass im Gebiet der venetisch-illyrischen Küste zur Zeit der Antike ein intensiver Zwischenhandel mit Bernstein stattfand und die Autoren (oder deren Quellen) der irrtümlichen Annahme waren, dort müsse auch das Herkunftsgebiet des Bernsteins liegen. Plinius betrachtete dies hingegen als „Schwindel“ (vanitatis Graecae certissimum documentum) und berichtete von der Bernsteininsel Glaesaria als eine von 23 den Römern bekannte Inseln (den Glaesarien oder Glaesiae „[…] welche die Griechen Elektriden nennen, weil da das Elektrum vorkomme […]“) in der Deutschen Bucht. Ob es sich bei dieser Insel um eine der heutigen Friesischen Inseln handelt, lässt sich kaum beantworten. Die Küstenlandschaft der Nordsee hat sich in den zurückliegenden zweitausend Jahren grundlegend gewandelt, so dass zu Lebzeiten der zitierten antiken Autoren noch andere, durch Sturmfluten oder Meerestransgression heute versunkene Inseln existiert haben könnten. Überdies haben sich Größe und Lage nahezu aller Inseln des Wattenmeeres seither deutlich verändert. Mit den einstigen Bezeichnungen wären mithin Inseln gemeint, die in dieser Form heute nicht mehr vorzufinden wären, so dass eine Zuordnung von historischen Bezeichnungen zu einer bestimmten Insel dieses Inselkranzes in der Deutschen Bucht kaum mehr möglich ist.